# Michael Douglas

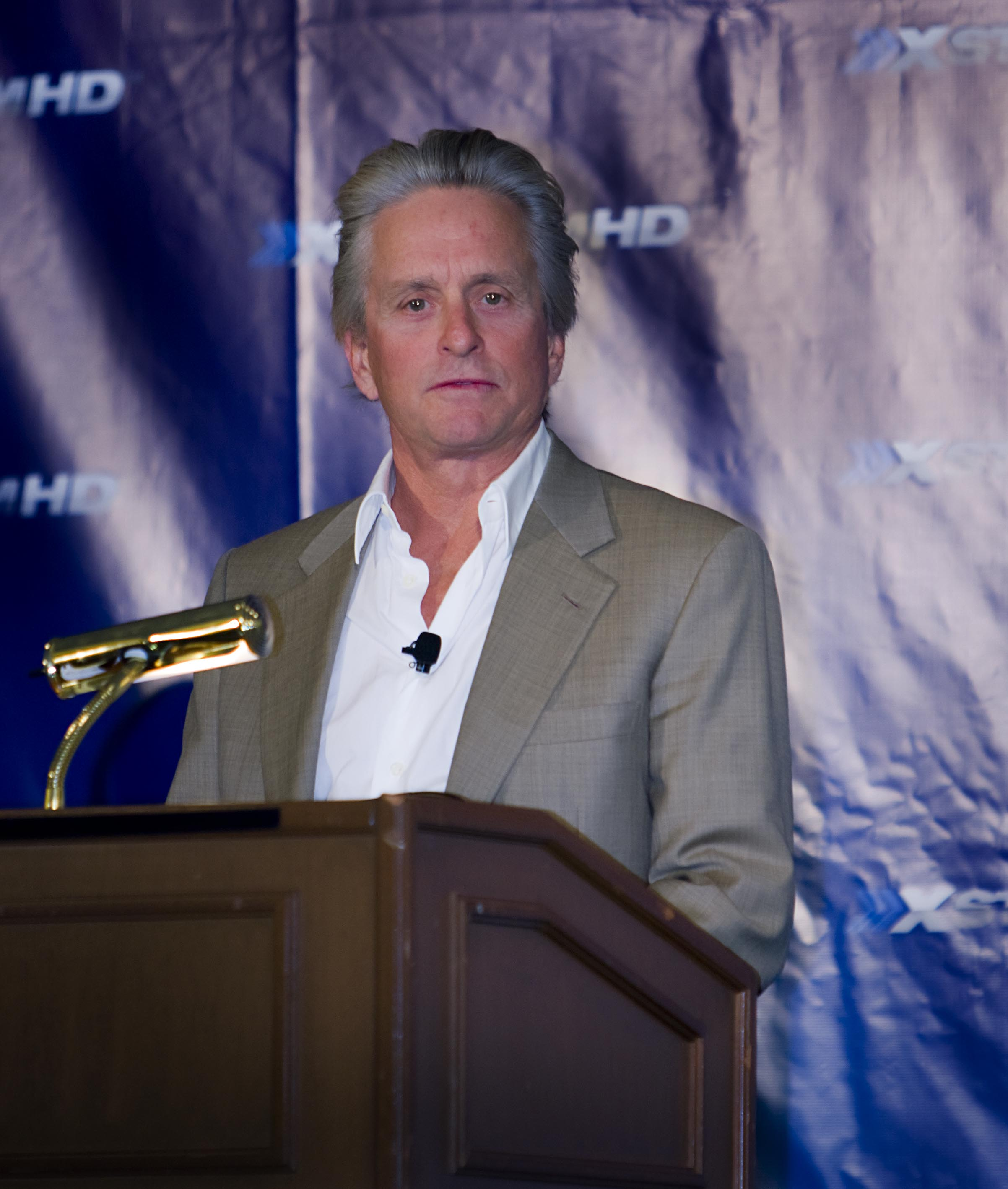

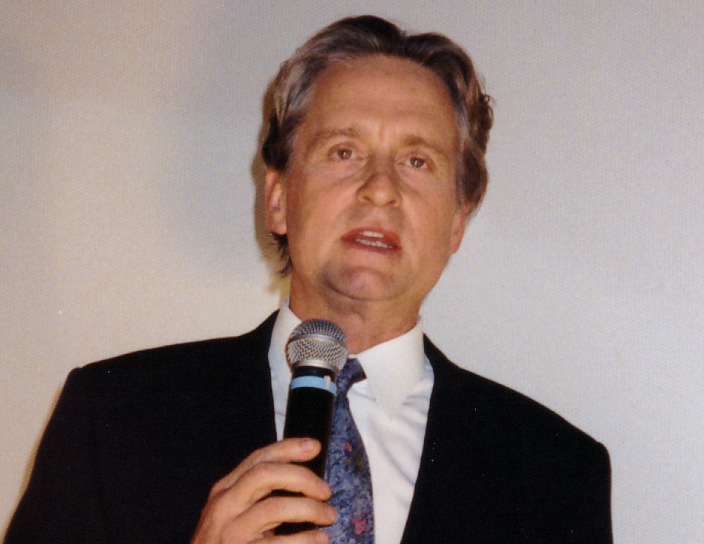
Michael tijdens een promotie tour voor de film The Ghost and the Darkness

Michael Kirk Douglas (New Brunswick (New Jersey), 25 september 1944) is een Amerikaans acteur, producent en regisseur. Hij won in 1976 een Oscar die hij deelde met Saul Zaentz voor het produceren van de dramafilm One Flew Over the Cuckoo's Nest en in 1988 een tweede voor zijn hoofdrol als Gordon Gekko in de misdaad-dramafilm Wall Street. Daarnaast werden hem meer dan dertig andere prijzen toegekend, waaronder Golden Globes in 1988 (voor Wall Street), 2004 (de Cecil B. DeMille Award) en 2014 (voor het spelen van Liberace in de televisiefilm Behind the Candelabra), een Primetime Emmy Award (voor Behind the Candelabra) en de People's Choice Award voor favoriete filmacteur van 1988. In 2018 kreeg hij een ster op de Hollywood Walk of Fame. Daarentegen werd hij in 1993 genomineerd voor de Razzie Award voor slechtste acteur voor zijn rollen in Basic Instinct en Shining Through. In 2019 ontving hij een Golden Globe voor zijn rol in de Netflix serie The Kominsky Method. Hij was ook producer van die serie.

## Privé
Douglas is een zoon van Kirk Douglas en Diana Douglas.
Douglas trouwde in 2000 met actrice Catherine Zeta-Jones, zijn tweede echtgenote. Samen met haar kreeg hij in 2000 zoon Dylan Michael Douglas en in 2003 dochter Carys Zeta Douglas. Douglas was van 1977 tot en met 2000 al eens getrouwd met Diandra Luker, met wie hij in 1978 zoon Cameron Morrell Douglas kreeg.
Op 17 augustus 2010 werd bekend dat er een keeltumor was gevonden bij Douglas. De acteur moest daarvoor worden bestraald en chemotherapie ondergaan. Inmiddels is Douglas meer dan vijf jaar kankervrij. Vanaf dat moment wordt iemand als genezen beschouwd.

## Filmografie
- Cast a Giant Shadow (1966) - chauffeur jeep (niet op aftiteling)
- CBS Playhouse televisieserie - rol onbekend (aflevering The Experiment, 1969)
- Hail, Hero! (1969) - Carl Dixon
- Adam at Six A.M. (1970) - Adam Gaines
- The F.B.I. televisieserie - Jerome Williams (aflevering The Hitchhiker, 1971)
- Summertree (1971) - Jerry
- Medical Center televisieserie - Jonathan Crowley (aflevering The Albatross, 1971)
- When Michael Calls (televisiefilm, 1972) - Craig
- Napoleon and Samantha (1972) - Danny
- The Streets of San Francisco (televisiefilm, 1972) - Inspecteur Steve Keller
- Streets of San Francisco televisieserie - Inspecteur Steve Keller (1972-1976)
- Coma (1978) - Dr. Mark Bellows
- The China Syndrome (1979) - Richard Adams
- Running (1979) - Michael Andropolis
- It's My Turn (1980) - Ben Lewin
- The Star Chamber (1983) - Superior Court Judge Steven R. Hardin
- Romancing the Stone (1984) - Jack T. Colton
- Saturday Night Live televisieserie - Presentator (aflevering 9.16, 1984)
- The Jewel of the Nile (1985) - Jack Colton
- A Chorus Line (1985) - Zach
- Fatal Attraction (1987) - Dan Gallagher
- Wall Street (1987) - Gordon Gekko
- Black Rain (1989) - Nick
- The War of the Roses (1989) - Oliver Rose
- Shining Through (1992) - Ed Leland
- Basic Instinct (1992) - Det. Nick Curran
- Falling Down (1993) - William 'D-Fens' Foster
- Disclosure (1994) - Tom Sanders
- The American President (1995) - President Andrew Shepherd
- The Ghost and the Darkness (1996) - Charles Remington
- The Game (1997) - Nicholas Van Orton
- A Perfect Murder (1998) - Steven Taylor
- Wonder Boys (2000) - Prof. Grady Tripp
- Traffic (2000) - Robert Wakefield
- One Night at McCool's (2001) - Mr. Burmeister
- Don't Say a Word (2001) - Dr. Nathan R. Conrad
- Will & Grace televisieserie - Detective Gavin Hatch (aflevering Fagel Attraction, 2002)
- Liberty's Kids: Est. 1776 televisieserie - Patrick Henry (meerdere afleveringen, 2002-2003)
- It Runs in the Family (2003) - Alex Gromberg
- The In-Laws (2003) - Steve Tobias
- The Sentinel (2006) - Pete Garrison
- You, Me and Dupree (2006) - Mr. Thompson
- The Jewel of the Nile: Adventures of a Romance Novelist (video, 2006) - rol onbekend
- Romancing the Stone: A Hidden Treasure - The Screenwriter (video, 2006) - rol onbekend
- King of California (2007) - Charlie
- Beyond a Reasonable Doubt (2009) - Mark Hunter
- Ghosts of Girlfriends Past (2009) - Oom Wayne
- Solitary Man (2009) - Ben Kalmen
- Wall Street: Money Never Sleeps (2010) - Gordon Gekko
- Haywire (2011) - Alex Coblenz
- Behind the Candelabra (2013) - Liberace
- Last Vegas (2013) - Billy
- And So It Goes (2014) - Oren Little
- Ant-Man (2015) - Hank Pym
- Unlocked (2017) - Eric Lasch
- Ant-Man and the Wasp (2018) - Hank Pym
- Avengers: Endgame (2019) - Hank Pym
- The Kominsky Method televisieserie - Sandy Kominsky (2018 - 2019)
- What If...? televisieserie - Hank Pym / Ant-Man/ Yellowjacket (stem) (2021-2023)
- Ant-Man and the Wasp: Quantumania (2023) - Hank Pym

### Als producent
- One Flew Over the Cuckoo's Nest (1975)
- The China Syndrome (1979)
- Romancing the Stone (1984)
- Starman (1984)
- The Jewel of the Nile (1985)
- Starman televisieserie (1986-1987)
- Flatliners (1990)
- Stone Cold (1991)
- Double Impact (1991)
- Eyes of an Angel (1991)
- Radio Flyer (1992)
- Made in America (1993)
- The Ghost and the Darkness (1996)
- Face/Off (1997)
- The Rainmaker (1997)
- One Night at McCool's (2001)
- It Runs in the Family (2003)
- The Sentinel (2006)
- Racing the Monsoon (2008)
- Flatliners (2017)

## Trivia
- Douglas woonde aan het begin van zijn carrière samen met Danny DeVito.
- Douglas en zijn vrouw Catherine Zeta-Jones zijn op dezelfde dag jarig: 25 september. Douglas is 25 jaar ouder dan zijn huidige echtgenote. Zijn eerste echtgenote Diandra Luker is veertien jaar jonger dan hijzelf.
- Hij won zowel een Oscar voor beste film als voor beste acteur. De enige andere met deze prestatie is Laurence Olivier, maar die won ze beide voor één film. Enigszins in de buurt komt Clint Eastwood, die voor Unforgiven twee Oscars won (beste film, beste regie) en een Oscarnominatie (beste hoofdrol).